# Rona Anderson
Rona Anderson (Edimburgo 3 de agosto de 1926-23 de julio de 2013) fue una actriz de teatro, cine y televisión escocesa. Su primera aparición en escena tuvo lugar en el Teatro de Garrison, en abril de 1945. Ella también apareció en la producción original de Whose Life Is It Anyway?. Su primera gran película fue el drama de 1948 Sleeping Car to Trieste.
En 1951, se casó con el también actor Gordon Jackson, con quien había aparecido en 1949 en el filme de drama romántico Floodtide. Su última película importante fue The Prime of Miss Jean Brodie, después de lo cual ella apareció en varias series de televisión y obras de teatro. Jackson murió de cáncer de hueso el 15 de enero de 1990.

## Filmografía
- Her Favourite Husband (1950)
- Home to Danger (1951)
- Black 13 (1953)
- Little Red Monkey (1955)
- Soho Incident (aka Spin a Dark Web) (1956)